# 博伊姆禮拜堂

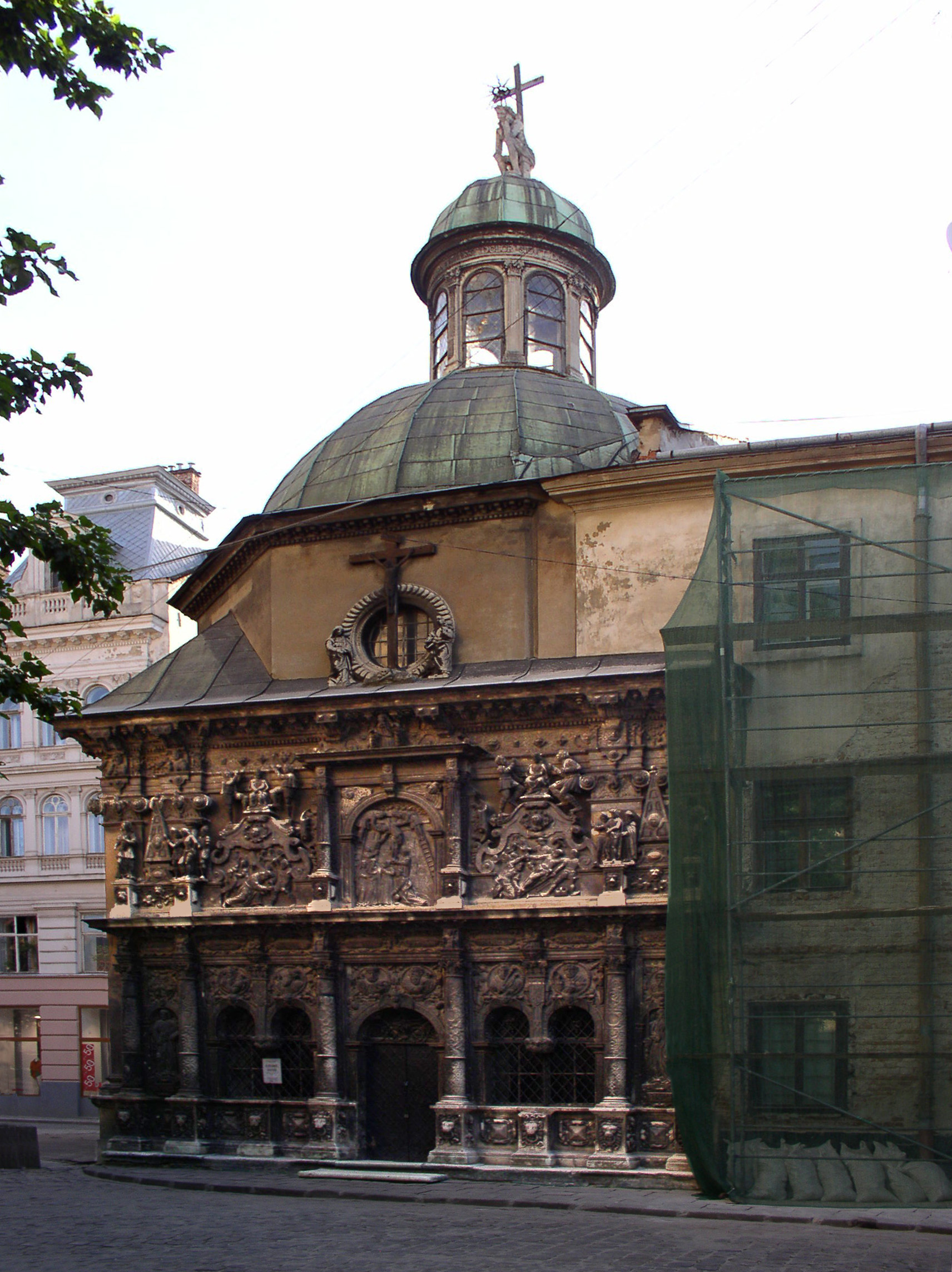
博伊姆禮拜堂

博伊姆禮拜堂（烏克蘭語：Капли́ця Боїмів）是烏克蘭城市利沃夫的一座教堂。這座教堂修建於1609年至1615年，是世界文化遺產利沃夫舊城的組成部分之一。這座教堂融合了多種不同的建築風格，四個立面中以西側外牆的裝飾最為精美。